# Alena Kánová
Alena Kánová (29 de marzo de 1980) es una deportista eslovaca que compitió en tenis de mesa adaptado. Ganó cinco medallas en los Juegos Paralímpicos de Verano entre los años 2000 y 2020.

## Palmarés internacional
| Juegos Paralímpicos | Juegos Paralímpicos   | Juegos Paralímpicos | Juegos Paralímpicos |
| Año                 | Lugar                 | Medalla             | Prueba              |
| ------------------- | --------------------- | ------------------- | ------------------- |
| 2000                | Sídney (Australia)    | Medalla de oro      | Individual 3        |
| 2004                | Atenas (Grecia)       | Medalla de bronce   | Individual 3        |
| 2008                | Pekín (China)         | Medalla de plata    | Individual 3        |
| 2012                | Londres (Reino Unido) | Medalla de bronce   | Individual 3        |
| 2020                | Tokio (Japón)         | Medalla de plata    | Individual 3        |